# Amar Zegrar
 (février 2018).
Si vous disposez d'ouvrages ou d'articles de référence ou si vous connaissez des sites web de qualité traitant du thème abordé ici, merci de compléter l'article en donnant les références utiles à sa vérifiabilité et en les liant à la section « Notes et références ».
Amar Zegrar né le 3 avril 1956 à Batna en Algérie et mort le 23 octobre 2014 à Villejuif. Amar Zegrar est un homme politique Algérien, ministre auprès du chef du gouvernement (secrétaire général de la présidence de la République) pour le président Liamine Zeroual.